# Pierre Seel

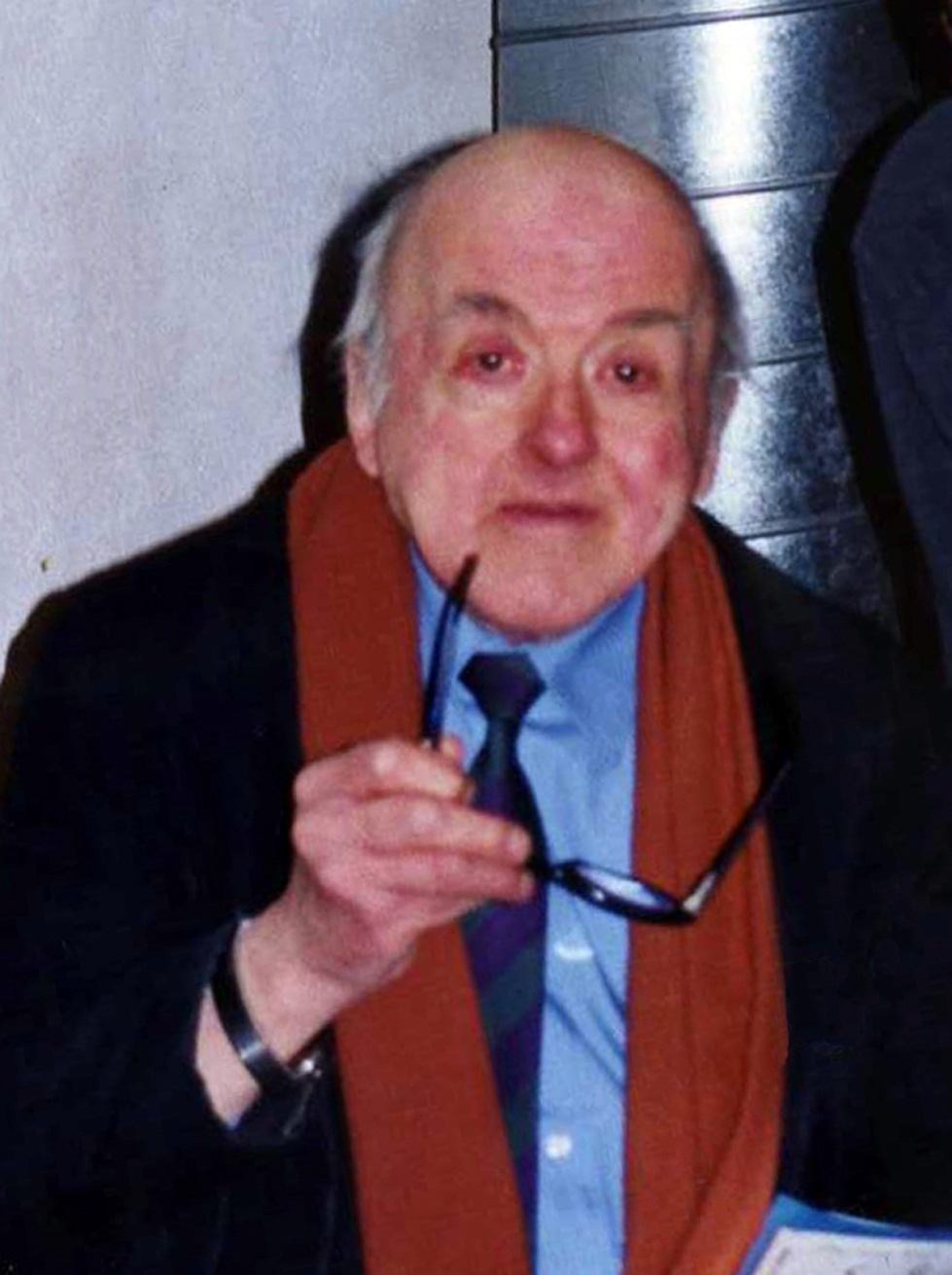
Pierre Seel, 2000

Pierre Seel (ur. 16 sierpnia 1923 w Haguenau, Alzacja, zm. 25 listopada 2005 w Tuluzie) – francuski więzień obozu koncentracyjnego, autor wspomnień poświęconych prześladowaniom osób homoseksualnych przez nazistów.
Pochodził z rodziny katolickiej, jego rodzice prowadzili piekarnię. Wychowywał się w alzackim mieście Mulhausen. Trafił przypadkowo do kartoteki policyjnej jako osoba homoseksualna, kiedy składał zeznania w sprawie kradzieży dokonanej w miejscu spotkań gejów. Lista osób homoseksualnych trafiła w ręce niemieckie po zajęciu Alzacji w 1940; 3 maja 1941 Seel został aresztowany przez Gestapo.
Po pobycie w lokalnym więzieniu, gdzie był poddawany brutalnym przesłuchaniom, trafił do obozu koncentracyjnego w Schirmeck koło Strasburga. Był tam ofiarą okrutnego traktowania osób o orientacji homoseksualnej przez nazistów, a także m.in. świadkiem zabójstwa swojego partnera. Samemu Seelowi udało się przeżyć obóz; zwolniony po kilku miesiącach, został wcielony do armii niemieckiej i wysłany na wschodni front. Pod koniec wojny trafił do radzieckiego obozu jenieckiego i kilka miesięcy spędził na Ukrainie.
Po powrocie do Francji nie ujawniał przez lata ani swojej orientacji seksualnej, ani przeszłości z nią związanej. Jako katolik, przekonany przez spowiednika, próbował stłumić swój homoseksualizm i ożenił się w 1950; z małżeństwa urodziło się troje dzieci, dwóch synów i córka. Po rozpadzie małżeństwa w 1978 zaangażował się w działalność organizacji gejów-katolików „David i Jonathan”.
W 1981 zdecydował się na ujawnienie swoich doświadczeń, w reakcji na wypowiedź arcybiskupa Strasburga, uznającego homoseksualizm za chorobę. Seel ogłosił publiczną odpowiedź na słowa arcybiskupa, w której opisał prześladowania osób homoseksualnych w czasie II wojny światowej. W kolejnych latach domagał się uznania osób homoseksualnych jako grupy prześladowanej przez reżim hitlerowski. Swoje przeżycia opisał w autobiografii Moi, Pierre Seel, déporté homosexuel (1994), napisanej wspólnie z dziennikarzem Jeanem Pierre Jockerem, przetłumaczonej na angielski (Liberation Was for Others. Memoirs of a Gay Survivor of the Nazi Holocaust, 1997) i niemiecki (Ich, Pierre Seel, deportiert und vergessen, 2002). Wystąpił również w filmie dokumentalnym poświęconym tej tematyce Paragraf 175. Po uznaniu faktu prześladowań gejów w czasie wojny uczestniczył jako reprezentant tej grupy w uroczystościach rocznicowych.

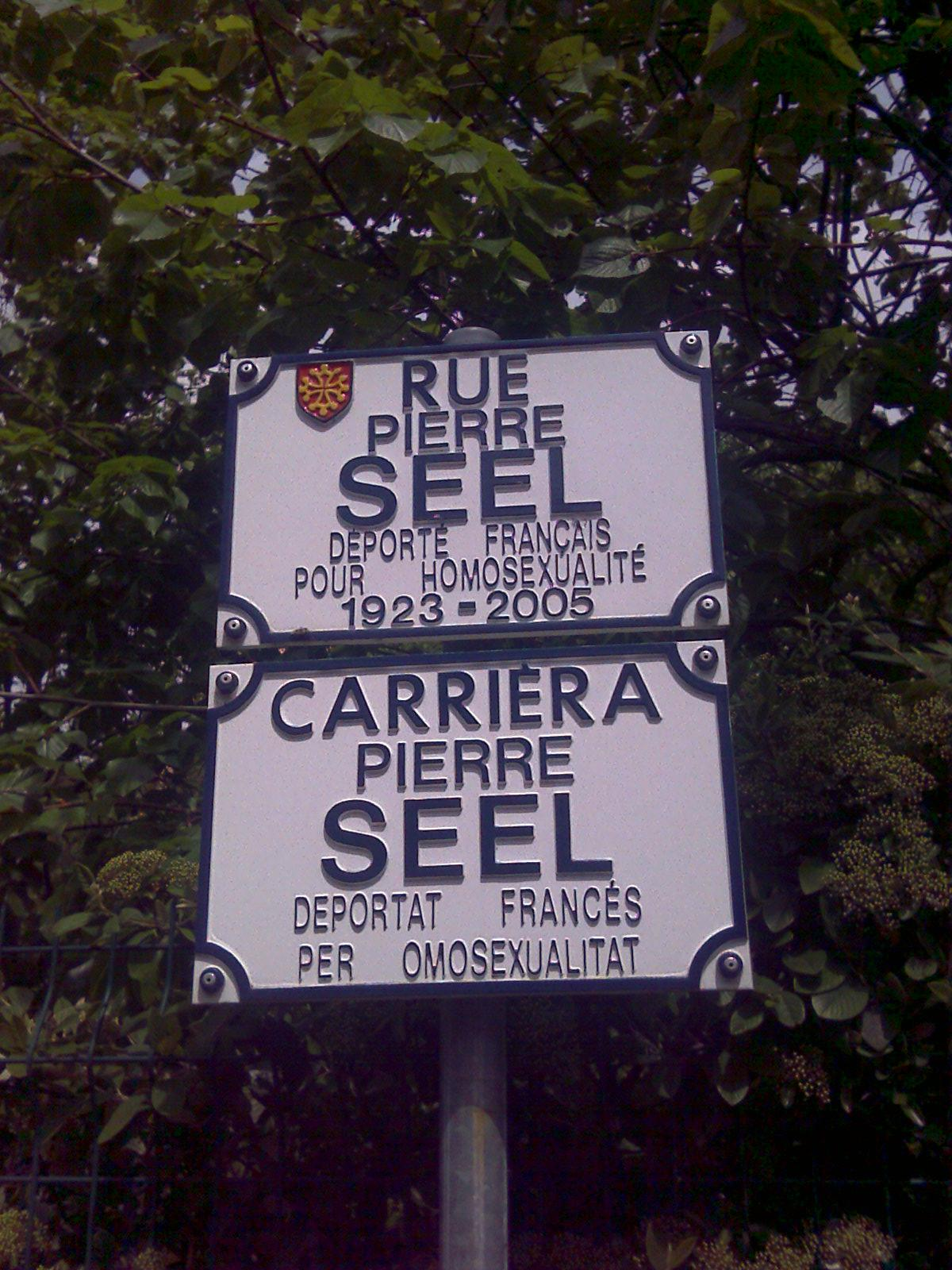
Ulica Pierre Seel, Tuluza

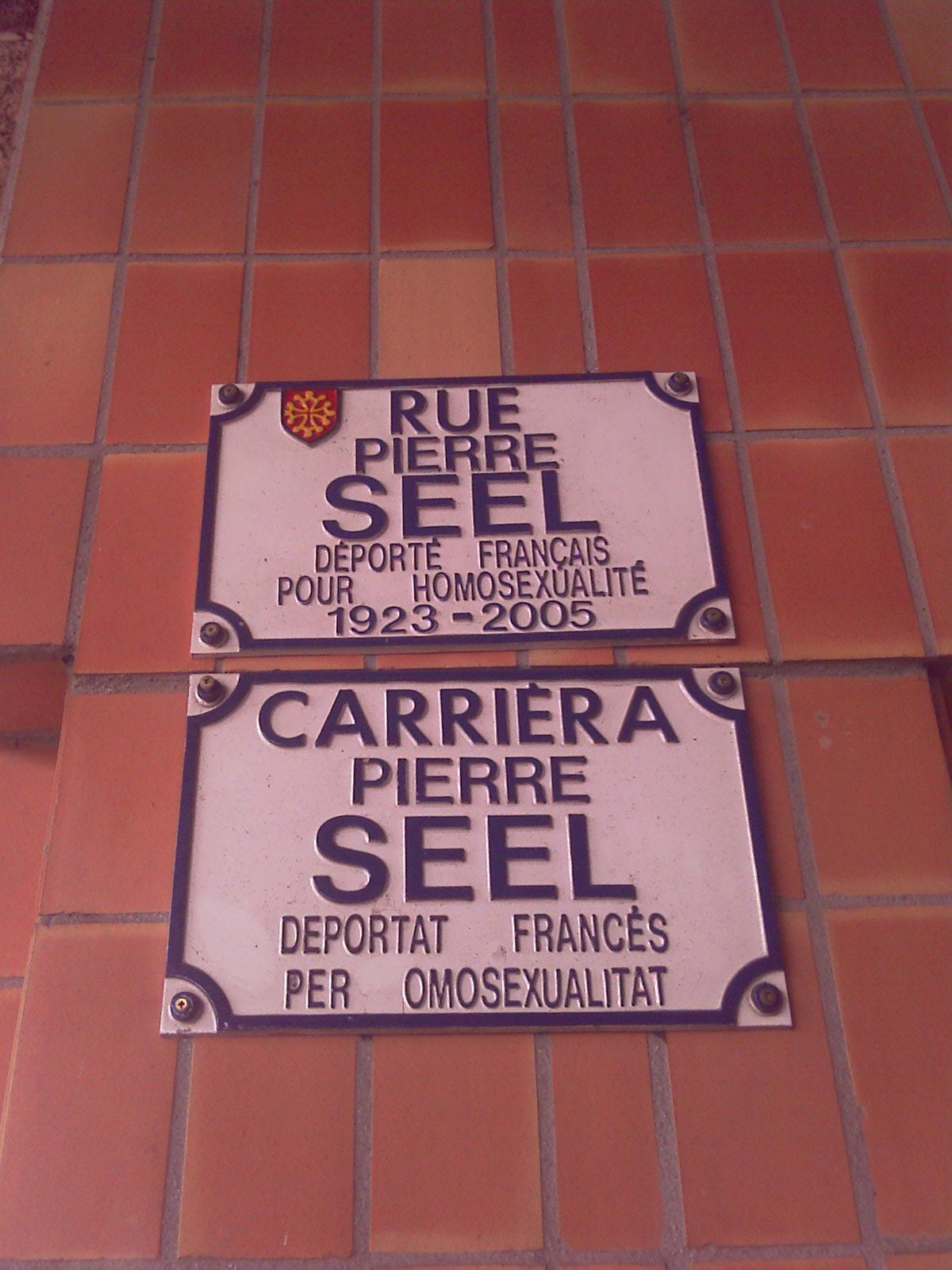
Ulica Pierre Seel, Tuluza

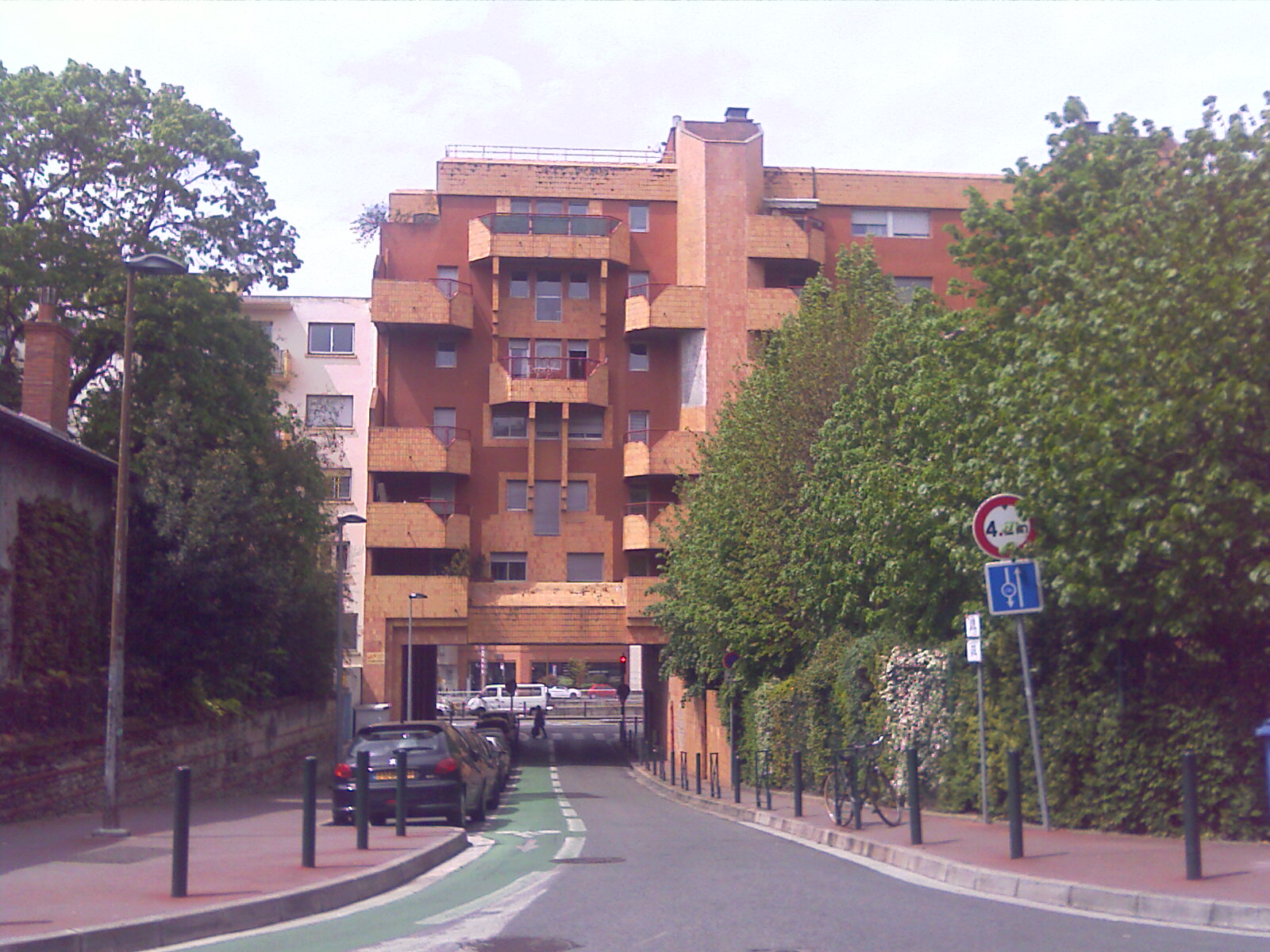
Ulica Pierre Seel, Tuluza

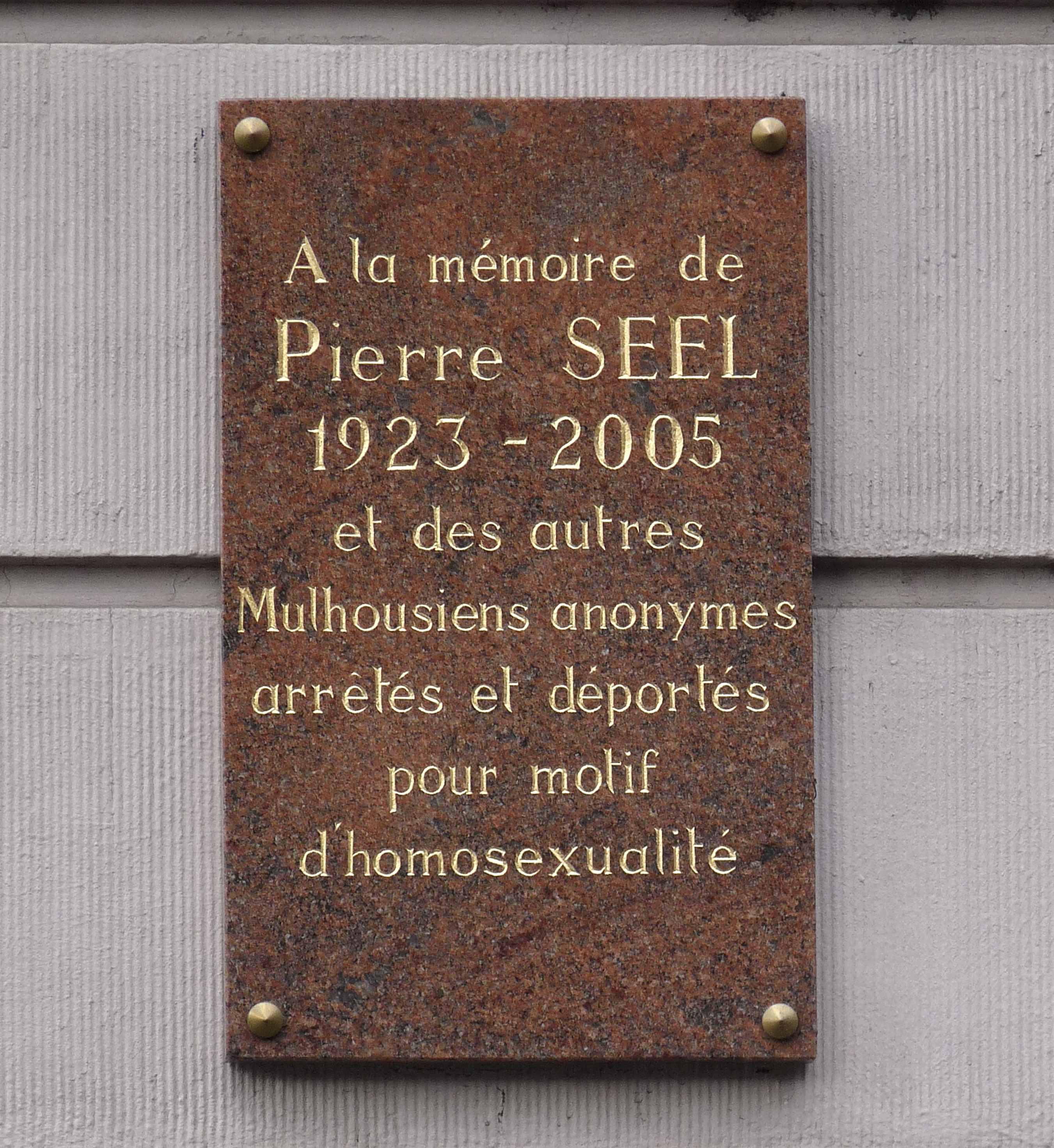
Tablica pamiątkowa, Miluza

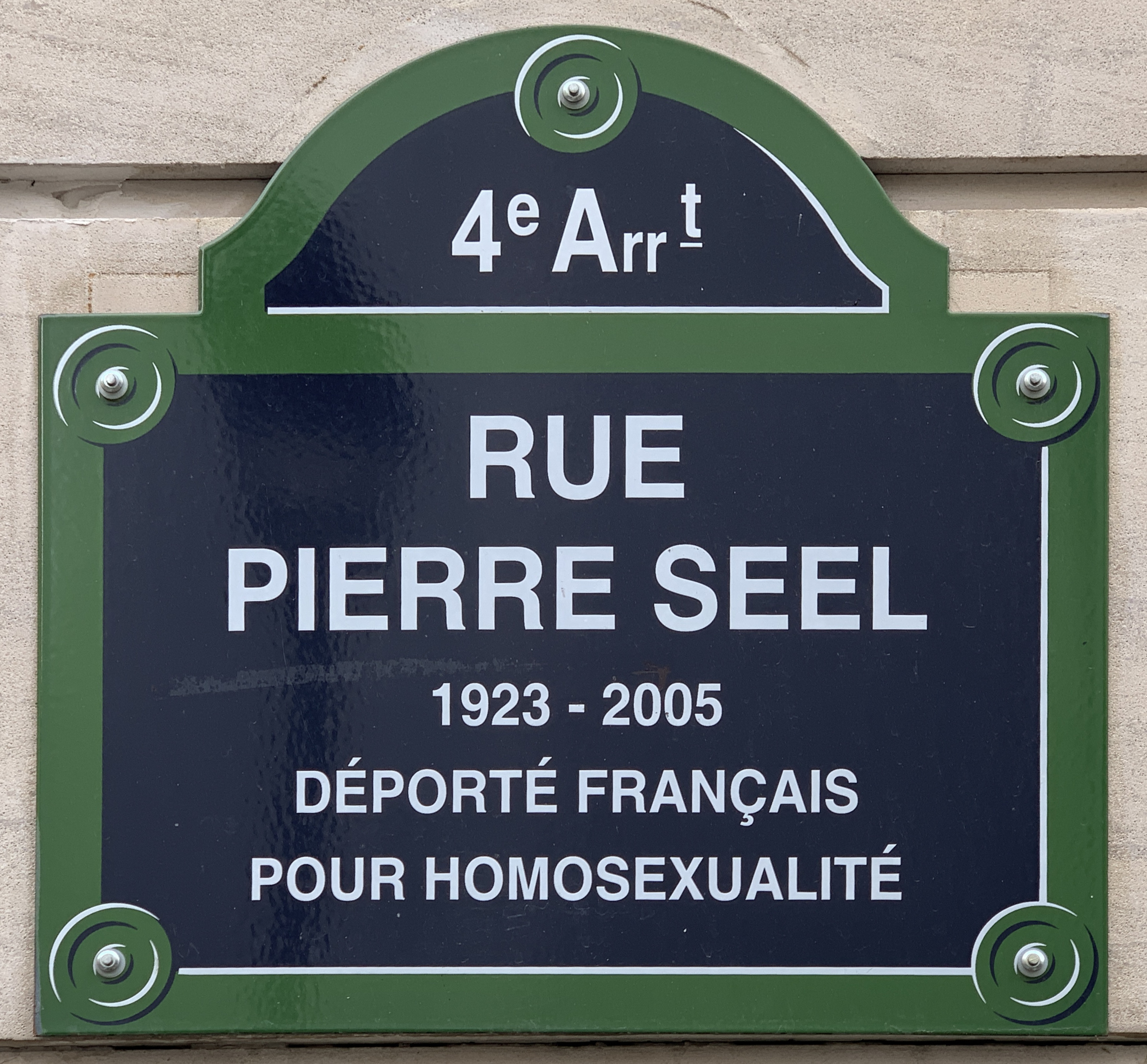
Ulica Pierre Seel, Paryż